# Lomariocycas tabularis
Fausse-osmonde
Espèce
Lomariocycas tabularis (synonyme Blechnum tabulare) est une fougère indigène des montagnes de l'Afrique orientale et australe, de Madagascar, des Mascareignes et de l'île Tristan da Cunha. 
L'espèce a été botaniquement décrite pour la première fois comme Pteris tabularis, la fougère de la Table, par le naturaliste suédois Carl Peter Thunberg en 1778 lors de son escale au cap de Bonne-Espérance sur des spécimens poussant au sommet de la Montagne de la Table.
Comme chez les autres espèces du genre Blechnum les frondes fertiles sont différenciées. Elles apparaissent en position centrale de la rosette. Avec l'âge, la fougère s'élève sur les bases des précédentes générations de frondes et forme un stipe surmonté d'une touffe dressée, comme une fougère arborescente de petite taille.
À La Réunion où elle est appelée « fausse osmonde », Blechnum tabulare colonise les anciennes coulées de lave du Piton de la Fournaise, des moyennes altitudes jusqu'aux zones sommitales. Lorsqu'en 1801, Bory de Saint-Vincent explora les pentes du volcan, il prit d'abord cette fougère pour une osmonde à cause de la ressemblance des frondes sporifères avant de réaliser qu'il s'agissait d'une espèce différente. Il baptisa « plaine des Osmondes » un secteur particulier de l'Enclos du Volcan où elle croît en abondance.

## Menaces
Lomariocycas tabularis est une espèce assez commune dans son aire de répartition. Son aspect très décoratif la rend cependant vulnérable car il lui donne une très forte valeur marchande comme plante de jardin ou de pot, à l'origine d'un commerce de pillage. Des pieds, exclusivement ceux qui au terme d'une longue et lente croissance ont acquis l'allure de petites fougères arborescentes ou de petits Cycas, sont prélevés illégalement en grand nombre dans la nature, notamment dans la région du Cap au prix d'une dégradation dramatique des zones de végétation originale dont ces fougères font partie.

## Synonymes
- Blechnum tabulare Thunb.
- Pteris tabularis Thunb.
- Pteris osmundoides Bory
- Lomaria boryana Willd.